# Bucium-Orlea
Bucium-Orlea – wieś w Rumunii, w okręgu Hunedoara, w gminie Sântămăria-Orlea. W 2011 roku liczyła 211 mieszkańców.